# Guettarda retusa
Espèce
Statut de conservation UICN

 EX  : Éteint
Guettarda retusa est une espèce de plantes de la famille des Rubiaceae.

## Publication originale
- Anales de la Academia de Ciencias Medicas . . . 6: 124. 1869. (15 Oct 1869)